# Lijst van rijksmonumenten in Goes (gemeente)
De gemeente Goes telt 247 inschrijvingen in het rijksmonumentenregister. Hieronder een overzicht. 

## 's-Heer Arendskerke
De plaats 's-Heer Arendskerke telt zeven inschrijvingen in het rijksmonumentenregister.
| Object | Oorspronkelijke functie?  | Bouwjaar | Architect | Locatie                   | Coördinaten?                  | Nr.?   | Afbeelding |
| --- | ------------------------- | -------- | --------- | ------------------------- | ----------------------------- | ------ | --- |
| Nederlands Hervormde Kerk | Kerk en kerkonderdeel     | ca. 1450 |           | Torenring tegenover 14    | 51° 29' 31" NB, 3° 49' 24" OL | 16399  | Meer afbeeldingen |
| Toren Nederlands Hervormde Kerk | Kerk en kerkonderdeel     |          |           | Torenring tegenover 14    | 51° 29' 31" NB, 3° 49' 24" OL | 16400  | Meer afbeeldingen |
| Nooit Gedacht | Industrie- en poldermolen | 1872     |           | Arendstraat 53            | 51° 29' 57" NB, 3° 48' 49" OL | 16401  | Meer afbeeldingen |
| Boerderijtje, huis onder pannen zadeldak | Boerderij                 | 18e eeuw |           | Oude Rijksweg 106         | 51° 29' 35" NB, 3° 49' 9" OL  | 16402  | Meer afbeeldingen |
| Arendshoeve | Boerderij                 | 17e eeuw |           | Oude Rijksweg 116A;B;C    | 51° 29' 26" NB, 3° 48' 56" OL | 16403  | Meer afbeeldingen |
| Coupure in de dijk tussen de Ankerverepolder en de Polder De Breede Watering Bewesten Yerseke ten behoeve van het trein- en wegverkeer. Noot: de doorgang voor het wegverkeer is volgestort met aarde, zodat de deur niet (meer) te zien is. | Waterkering en -doorlaat  | 1872     |           | west v.viaduct over spoor | 51° 29' 58" NB, 3° 49' 54" OL | 507892 | Coupure in de dijk tussen de Ankerverepolder en de Polder De Breede Watering Bewesten Yerseke ten behoeve van het trein- en wegverkeer. Noot: de doorgang voor het wegverkeer is volgestort met aarde, zodat de deur niet (meer) te zien is. |
| Vrijstaand koetshuis bij het huis "Vredenhof" | Bijgebouwen kastelen enz. | ca. 1860 |           | Oude Rijksweg bij 118     | 51° 29' 23" NB, 3° 48' 50" OL | 507903 | Vrijstaand koetshuis bij het huis "Vredenhof" |
| Terrein met daarin de resten van een Mottekasteel met voorburcht, omgeven door een gracht met brugconstructie. | Fort, vesting en -onderdl | onbekend |           | Bewestenwege, zuid van    | 51° 29' 23" NB, 3° 49' 35" OL | 529215 | Terrein met daarin de resten van een Mottekasteel met voorburcht, omgeven door een gracht met brugconstructie. |

## 's-Heer Hendrikskinderen
De plaats 's-Heer Hendrikskinderen telt 3 inschrijvingen in het rijksmonumentenregister.
| Object                             | Oorspronkelijke functie? | Bouwjaar                                              | Architect | Locatie            | Coördinaten?                 | Nr.?  | Afbeelding                         |
| ---------------------------------- | ------------------------ | ----------------------------------------------------- | --------- | ------------------ | ---------------------------- | ----- | ---------------------------------- |
| Hervormde Kerk en kerkhof          | Kerk en kerkonderdeel    | 1805 (gedenksteen)                                    |           | Plein 1            | 51° 30' 7" NB, 3° 51' 47" OL | 16404 | Meer afbeeldingen                  |
| Toren Hervormde kerk               | Kerk en kerkonderdeel    | eerste helft 15e eeuw (onderbouw) 18e eeuw (verhoogd) |           | Plein tegenover 15 | 51° 30' 7" NB, 3° 51' 47" OL | 16405 | Meer afbeeldingen                  |
| Huis met tuitgevel met vlechtingen | Boerderij                | 18e eeuw                                              |           | Oude Rijksweg 54   | 51° 30' 0" NB, 3° 51' 3" OL  | 16406 | Huis met tuitgevel met vlechtingen |

## Goes
De plaats Goes telt 157 inschrijvingen in het rijksmonumentenregister. Zie Lijst van rijksmonumenten in Goes voor een overzicht.

## Kattendijke
De plaats Kattendijke telt 3 inschrijvingen in het rijksmonumentenregister.
| Object                                                                     | Oorspronkelijke functie? | Bouwjaar              | Architect | Locatie         | Coördinaten?                  | Nr.?  | Afbeelding        |
| -------------------------------------------------------------------------- | ------------------------ | --------------------- | --------- | --------------- | ----------------------------- | ----- | ----------------- |
| Hervormde kerk                                                             | Kerk en kerkonderdeel    | 15e eeuw              |           | Dorpsstraat 53  | 51° 31' 25" NB, 3° 56' 41" OL | 16407 | Meer afbeeldingen |
| Toren Hervormde kerk                                                       | Kerk en kerkonderdeel    | eerste helft 17e eeuw |           | Dorpsstraat 53  | 51° 31' 25" NB, 3° 56' 41" OL | 16408 | Meer afbeeldingen |
| Terrein waarin overblijfselen van de uithof van het klooster te Kattendijk | Archeologisch monument   | 12e eeuw              |           | Monnikendijk 49 | 51° 30' 27" NB, 3° 57' 5" OL  | 45128 | Upload foto       |

## Kloetinge
De plaats Kloetinge telt 65 inschrijvingen in het rijksmonumentenregister. Zie Lijst van rijksmonumenten in Kloetinge voor een overzicht.

## Oud-Sabbinge
De plaats Oud-Sabbinge telt 1 inschrijving in het rijksmonumentenregister.
| Object      | Oorspronkelijke functie? | Bouwjaar          | Architect | Locatie         | Coördinaten?                  | Nr.?  | Afbeelding        |
| ----------- | ------------------------ | ----------------- | --------- | --------------- | ----------------------------- | ----- | ----------------- |
| "Hoge Huis" | Kasteel, buitenplaats    | wellicht 16e eeuw |           | Kasteelstraat 2 | 51° 31' 56" NB, 3° 47' 58" OL | 16454 | Meer afbeeldingen |

## Sluis de Piet
De plaats Sluis de Piet telt 2 inschrijvingen in het rijksmonumentenregister.
| Object | Oorspronkelijke functie? | Bouwjaar | Architect     | Locatie         | Coördinaten?                 | Nr.?   | Afbeelding  |
| --- | ------------------------ | -------- | ------------- | --------------- | ---------------------------- | ------ | ----------- |
| Poldergemaal op rechthoekige plattegrond, opgetrokken uit baksteen en voorzien van een aangekapt, met pannen gedekt zadeldak | Gemaal                   | 1918     | M.P. de Looff | Sluis de Piet 1 | 51° 31' 7" NB, 3° 45' 11" OL | 507854 | Upload foto |
| Geheel van gemaal-boezem en spuisluizen behorend bij het poldergemaal                                                        | Waterkering en -doorlaat | 1874     |               | Sluis de Piet 1 | 51° 31' 9" NB, 3° 44' 58" OL | 507855 | Upload foto |

## Wilhelminadorp
De plaats Wilhelminadorp telt 1 inschrijving in het rijksmonumentenregister.
| Object         | Oorspronkelijke functie? | Bouwjaar | Architect      | Locatie       | Coördinaten?                  | Nr.?  | Afbeelding        |
| -------------- | ------------------------ | -------- | -------------- | ------------- | ----------------------------- | ----- | ----------------- |
| Hervormde kerk | Kerk en kerkonderdeel    | 1841     | J.H. Warnsinck | Brugstraat 12 | 51° 31' 48" NB, 3° 53' 48" OL | 16409 | Meer afbeeldingen |

## Wolphaartsdijk
De plaats Wolphaartsdijk telt 6 inschrijvingen in het rijksmonumentenregister.
| Object | Oorspronkelijke functie?  | Bouwjaar             | Architect          | Locatie                     | Coördinaten?                  | Nr.?   | Afbeelding |
| --- | ------------------------- | -------------------- | ------------------ | --------------------------- | ----------------------------- | ------ | --- |
| Oost-of Nicolauskerk | Kerk en kerkonderdeel     | 1861 (ingebruikname) | H. Hana & J. Smits | Oostkerkestraat 1           | 51° 31' 51" NB, 3° 49' 20" OL | 16450  | Meer afbeeldingen |
| Veldzicht | Boerderij                 | 1700 (jaartalankers) |                    | Van Strienweg 4             | 51° 31' 38" NB, 3° 45' 25" OL | 16452  | Meer afbeeldingen |
| De Hoop | Industrie- en poldermolen | 1808                 |                    | Molendijk 26                | 51° 31' 48" NB, 3° 48' 60" OL | 16453  | Meer afbeeldingen |
| De Griffioen | Bestuursgebouw en onderdl | 1929                 | H.A. Van Pothoven  | Oostkerkestraat 24          | 51° 31' 48" NB, 3° 49' 15" OL | 507900 | Meer afbeeldingen |
| Restant van algemeen in Zuidwest-Nederland vanaf circa 1906 toegepast zeedijkverhogingssysteem, gedeeltelijk nog compleet met zogenaamde trapjesglooiing aan de zeezijde | Waterkering en -doorlaat  | 1927-1929            |                    | Wolphaartsdijkse Veer bij 2 | 51° 32' 38" NB, 3° 50' 2" OL  | 507901 | Restant van algemeen in Zuidwest-Nederland vanaf circa 1906 toegepast zeedijkverhogingssysteem, gedeeltelijk nog compleet met zogenaamde trapjesglooiing aan de zeezijde |
| Gedenkteken Johannes ab Utrecht Dresselhuis | Gedenkteken               | 1862                 | J.J. Rousseau      | Oostkerkestraat bij 1       | 51° 31' 52" NB, 3° 49' 18" OL | 507904 | Gedenkteken Johannes ab Utrecht Dresselhuis |

Borsele ·
Goes ·
Hulst ·
Kapelle ·
Middelburg ·
Noord-Beveland ·
Reimerswaal ·
Schouwen-Duiveland ·
Sluis ·
Terneuzen ·
Tholen ·
Veere ·
Vlissingen